# Lil Peep
Gustav Elijah Åhr (Allentown, Pennsylvania, 1. studenoga 1996. – Tucson, Arizona, 15. studenoga 2017.), poznatiji pod umjetničkim imenom Lil Peep, bio je američki reper, kantautor i model. Bio je član hip-hop kolektiva GothBoiClique.
Postao je jednim od najistaknutijih umjetnika alternativnih, emo i SoundCloud rap žanrova svojom glazbom koja je bila spoj rapa i rocka tijekom kasnih 2010-ih godina te se istaknuo kao inspiracija brojnih otpadnika i supkultura mladih. Magazin Rolling stone procijenio je da je Peep "mogao [...] biti Kurt Cobain ove generacije".

## Karijera
Odrastao na Long Islandu u New Yorku od majke Amerikanke irskog, engleskog, njemačkog i židovskog podrijetla te oca Šveđanina, bivših studenata Harvarda i sadašnjih profesora, Lil Peep je svoju karijeru započeo 2014. godine pod imenom Trap Goose, nakon završetka svojeg srednjoškolskog obrazovanja.
Iste godine seli se u Los Angeles u namjeri za pokretanjem glazbene karijere, no nakon neuspjeha, razočaran odlazi natrag na Long Island. Po povratku na Long Island, Peep će iskoristiti platformu SoundCloud kako bi samostalno pokrenuo svoju karijeru bez obzira što u to vrijeme nije imao profesionalnu opremu, već svoje prve pjesme snima s jeftinim mikrofonom i kompjutorskim programom GarageBand. Tada, u 2015. godini objavljuje tri samostlana izdanja: feelz, Lil Peep; Part One i Live Forever. Nakon izdavanja posljednjeg, na poziv frontmena JGRXXN-a, pridružuje se kolektivu Schemaposse s tadašnjim reperima u usponu Ghostemaneom i Craig Xenom.
Po raspadu kolektiva, Peep samostalno objavljuje svoj prvi komercijalni miksani album Crybaby u lipnju 2016. godine, a prvi veći glazbeni iskorak ostvaruje po objavljivanju miksanog albuma Hellboy u rujnu iste godine; nedugo nakon njegovog objavljivanja, pridružuje se alternativnom hip-hop kolektivu GothBoiClique, projektu koji spaja elemente emo, trap, dark wave, black metal i indie rock glazbe.
Kasnije tijekom te godine odlazi na svoje prve turneje s reperima Mikeyjem The Magicianom, Fat Nickom i Smokepurppom. U travnju 2017. godine, odlazi na svoju prvu europsku turneju, osobito istaknutu u Rusiji gdje je rasprodao nastupe u tri veća grada.  
U lipnju iste godine privremeno se seli u London kako bi snimio EP Goth Angel Sinner i naposlijetku i svoj prvi studijski album Come Over When You're Sober, Pt. 1, koji objavljuje u kolovozu 2017.
Dana 15. studenoga 2017. godine, u 21. godini života, tragično je preminuo od predoziranja kombinacijom fentanila i alprazolama u autobusu na svojoj turneji u Tucsonu u Arizoni.
Posthumno, objavljena su njegova tri albuma: Come Over When You're Sober, Pt. 2 koji je debitirao na četvrtom mjestu Billboard 200, u rujnu 2018., Goth Angel Sinner u rujnu 2019. te Diamonds snimljen u suradnji s iLoveMakonnenom u rujnu 2023. godine. Također, 2019. godine po objavljivanju dokumentarnog filma o životu Lil Peepa objavljen je i prvi kompilacijski album istog naziva, Everybody's Everything u studenome iste godine.

## Glazbeni stil i utjecaji

### Glazbeni stil
Lil Peepa su glazbeni kritičari opisali kao "lo-fi-reper", "emo-reper" te "emo-trap-strastvenik".
AllMusic je opisao njegovu glazbu kao spoj utjecaja hip-hopa i rocka uz stilove trap, punk i dream pop. Njegove pjesme su se općenito oslanjale na trostruki hi-hat južnjačkog rapa i tjeskobnu introspekciju post-hardcorea. Kombinirao je elemente emo i pop punka u rap glazbu, donoseći novi pogled na žanr. To je dovelo do toga da ga je Steven J. Horowitz iz online magazina Pitchfork opisao kao "budućnost emo-a".

### Utjecaji
Lil Peep je često poticao svoju vezu s osobnošću Kurta Cobaina, frontmena sastava Nirvana te mu je tako posvetio svoju istoimenu pjesmu "Cobain", u kojoj potpuno prikazuje svoju estetiku i povezanost s kantautorom. Također je naveo Davida Bowieja, Riffa Raffa, Franka Oceana i Anthonyja Kiedisa kao svoje glazbene i stilske idole. Među ostale utjecaje naveo je i Futurea, Guccija Manea, iLoveMakonnena, MF Dooma, Bonesa, Blink-182, My Chemical Romance, Red Hot Chilli Peppers, Panic! at the Disco, Chiodos i Underoath.

## Osobni život
Lil Peep je bio otvoren o svojim problemima s mentalnim zdravljem, specifično s depresijom, anksioznošću i zlouporabom droga kao što su kokain, ecstasy i alprazolam. U kolovozu 2017. godine svojim je obožavateljima obznanio kako je biseksualac. Također je izjavio kako je patio od bipolarno-afektivnog poremećaja. Bio je u vezama s nekadašnjom Disney zvijezdom i pjevačicom Bellom Thorne, kao i s influencericom Arzayleom Rodriguez.

## Turneje
Turneja Come Over When You're Sober (2017.)

## Diskografija

### Studijski albumi
- Come Over When You're Sober, Pt. 1 (2017.)
- Come Over When You're Sober, Pt. 2 (2018.)
- Diamonds (u suradnji s iLoveMakonnenom, 2023.)

### Miksani albumi
- Lil Peep; Part One (2015.)
- Mall Musicc ft. Boy Froot (2015.)
- Live Forever (2015., ponovno objavljen 2022.)
- Crybaby (2016., ponovno objavljen 2020.)
- Hellboy (2016.)

### Singlovi
- "Keep My Coo" (2014.)
- "Star Shopping" (2015.)
- "veins" (2015.)
- "praying to the sky" (2015.)
- "ghost boy" (2015.)
- "halloween" ft. Rainy Bear (2015.)
- "flannel" (2015.)
- "haunt u" (2015.)
- "nuts" ft. Rainy Bear (2015.)
- "live forever" (2015.)
- "beamer boy" (2016.)
- "Gym Class" (2016.)
- "Liar" (2016.)
- "absolute in doubt" ft. Wicca Phase Springs Eternal (2016.)
- "girls" ft. Horshead (2016.)
- "about u" (2016.)
- "Kiss" (2016.)
- "right here" (2016.)
- "Honestly" (2016.)
- "Benz Truck (гелик)" (2017.)
- "No Respect Freestyle" (2017.)
- "The Brightside" (2017.)
- "Awful Things" ft. Lil Tracy (2017.)
- "Save That Shit" (2017.)
- "Avoid" ft. Wicca Phase Springs Eternal i døves (2017.)
- "Got Em Like" ft. Juicy J i Wiz Khalifa (2018.)
- "Dreams and Nightmares" ft. Teddy (2018.)
- "4 Gold Chains" ft. Clam Casino (2018.)
- "Falling Down" ft. XXXTentacion (2018.)
- "Sunlight On Your Skin" ft. iLoveMakonnen (2018.)
- "Cry Alone" (2018.)
- "Runaway" (2018.)
- "Life Is Beautiful" (2018.)
- "I've Been Waiting" ft. iLoveMakonnen i Fall Out Boy (2019.)
- "Me and You" ft. Cold Hart (2020.)
- "your eyes" (2023.)
- "switch up" (2023.)
- "November" ft. iLoveMakonnen (2023.)
- "Hollywood Dreaming" ft. Gab3 (2024.)